# Juan Pablo Di Pace
Juan Pablo Di Pace (Buenos Aires, 25 de julio de 1979) es un actor y cantante argentino. Comenzó su carrera en el Reino Unido, actuando en varios musicales y apareciendo en películas como Survival Island (2005) y Mamma Mia! (2008). Más tarde se mudó a España, protagonizando varias series de televisión de 2009 a 2013. En 2014, comenzó a interpretar a Nicolas Treviño en la serie de drama de TNT, Dallas. A partir de 2016, interpretó el papel del esposo de Kimmy Gibbler, Fernando, en Fuller House, la serie secuela de Full House.

## Vida y carrera
Di Pace nació en Buenos Aires (Argentina) y se mudó a España cuando tenía 12 años. Vivió en Londres durante 10 años. Habla con fluidez español, italiano e inglés. A la edad de 17 años recibió una beca para asistir al United World College of the Adriatic en Duino, provincia de Trieste (Italia), y más tarde estudió teatro en el London Studio Centre. Antes de unirse a la gran pantalla, apareció en el musical londinense de Chicago y presentó carteles para la producción mostrada en todo el Reino Unido. También interpretó el papel de Danny Zuko en la producción de Trieste de Grease en Italia, en parte dirigida por Di Pace. Durante dos años, fue Tony Manero en la producción española de Fiebre del sábado noche (2009-2010) en Madrid, producida por Stage Entertainment, el cual le valió la aclamación de la crítica por parte de la prensa europea. En 2011-12 protagonizó la producción original en español de Más de cien mentiras producida por Drive Entertainment.
Di Pace ha hecho varias apariciones en la televisión británica, como la comedia de BBC One, The Catherine Tate Show, la película de la BBC One, Aftersun, la serie de BBC One, New Tricks, y la telenovela de la BBC Scotland, River City, al que se unió en 2005 interpretando al personaje de Luca Rossi. Su debut en la gran pantalla fue en la película de 2005, Survival Island. También aparece en Mamma Mia! (2008).
Al mudarse a España, interpretó papeles regulares o como invitado en series de televisión como Supercharly, Angel o demonio, Los hombres de Paco, 90-60-90 y El don de Alba. En 2011 protagonizó la última temporada de Física o química. Di Pace también actuó en el video del éxito de Eric Prydz de 2004 «Call on Me». En el video, él es el único hombre entre un grupo de mujeres en una clase de aeróbicos. También dirigió y protagonizó la secuela What a Feeling de Hughes Corporation en 2006, que se basa libremente en las secuencias de baile de Flashdance y Dirty Dancing. En 2008 dirigió un video musical para Katie Melua, en el que aparece frente a su hermana, María Victoria Di Pace. En 2009 apareció en el videoclip «Time Is Running Out» de Muse.
En 2013, Di Pace fue seleccionado como el empresario multimillonario regular de la serie, Nicolas Treviño, para la tercera temporada de la serie de drama de TNT, Dallas. En 2016, Di Pace aparece en un papel recurrente como Fernando, el prometido y exmarido de Kimmy Gibbler en la serie de Netflix, Fuller House. Comenzando en la temporada 2, fue ascendido de miembro recurrente al elenco principal.
El 12 de septiembre de 2018, Di Pace fue anunciado como una de las celebridades que competirán en la temporada 27 de Dancing with the Stars, siendo emparejado con la bailarina profesional Cheryl Burke. Ellos fueron eliminados en una doble eliminación en la semifinal, terminando en el quinto puesto.

## Vida personal
En julio de 2019, Di Pace se declaró abiertamente gay en una charla motivacional para TEDx, en Maastricht, Países Bajos. Asimismo, confesó haber sido víctima de acoso escolar homofóbico y haber experimentado conflictos existenciales debido a su cercanía con la religión católica.

## Filmografía

### Cine
| Año  | Título                | Papel  | Notas                     |
| ---- | --------------------- | ------ | ------------------------- |
| 2005 | Survival Island       | Manuel | Título alternativo: Three |
| 2006 | Piccadilly Jim        | Ben    | Sin acreditar             |
| 2008 | Mamma Mia!            | Petros |                           |
| 2009 | Tutti intorno a Linda |        |                           |
| 2014 | Fuera de foco         | Marcos |                           |
| 2016 | After the Reality     | Dunkin |                           |
| 2024 | Duino                 | Matías |                           |

### Televisión
| Año       | Título                          | Papel                                          | Notas                                           |
| --------- | ------------------------------- | ---------------------------------------------- | ----------------------------------------------- |
| 2005      | New Tricks                      | Antonio                                        | Episodio: «Fluke of Luck»                       |
| 2005      | Mile High                       | Vito Garcia                                    | Episodio: «2.23»                                |
| 2005–06   | River City                      | Luca Rossi                                     | Papel recurrente (2 episodios)                  |
| 2006      | Aftersun                        | Felipe                                         | Película de televisión                          |
| 2006      | The Catherine Tate Show         | Bailarín de salsa                              | Episodio: «1951-2006»                           |
| 2009      | Los hombres de Paco             | Carlo                                          | Episodio: «Todos los planes de Lucas Fernández» |
| 2010      | Supercharly                     |                                                | Papel recurrente (5 episodios)                  |
| 2011      | Ángel o demonio                 |                                                | Episodio: «El demonio de los celos»             |
| 2011      | Física o química                | Xavi López                                     | Reparto principal (7 episodios)                 |
| 2013      | El don de Alba                  | Víctor                                         | Papel recurrente (4 episodios)                  |
| 2013      | Camp                            | Miguel Santos                                  | Papel recurrente (5 episodios)                  |
| 2013      | Rubenesque                      | Hernández                                      | Película de televisión                          |
| 2014      | Dallas                          | Nicolas Treviño                                | Reparto principal (15 episodios)                |
| 2015      | A.D. The Bible Continues        | Jesucristo                                     | Papel recurrente (5 episodios)                  |
| 2015      | Tango Americano                 | Cantante de tango                              | Miniserie de televisión                         |
| 2016      | Rosewood                        | Antonio Espada                                 | Episodio: «Silkworms y Silencio»                |
| 2016–2020 | Fuller House                    | Fernando Hernández-Guerrero-Fernández-Guerrero | Reparto principal (38 episodios)                |
| 2017      | Angie Tribeca                   | Ricardo Vásquez                                | Episodio: Welcome Back, Blotter                 |
| 2017      | Carlos Gardel the King of Tango | Carlos Gardel                                  | Papel principal (en producción)                 |
| 2018      | Dancing with the Stars          | Él mismo                                       | Concursante de la temporada 27                  |
| 2020      | Dashing in December             |                                                |                                                 |
| 2022      | Travesuras de la niña mala      | Ricardo Somocurcio                             | Papel principal                                 |

### Teatro
| Año  | Título                  | Papel       |
| ---- | ----------------------- | ----------- |
| 1999 | Grease                  | Danny Zuko  |
| 2002 | Chicago                 |             |
| 2009 | Fiebre del sábado noche | Tony Manero |
| 2011 | Más de cien mentiras    | Juan        |